# Brave (саундтрек)
Brave: An Original Walt Disney Records Soundtrack — саундтрек до однойменного фільму «Disney» та «Pixar» 2012 року, написаний Патріком Дойлом та виконаний Лондонським симфонічним оркестром. У саундтрек увійшла Дойлова музика до фільму, а також дві оригінальні пісні у виконанні шотландської співачки Джулі Фоуліс (написані Алексом Менделом та Марком Ендрюсом, спродюсовані Джимом Сазерлендом) та одна оригінальна пісня у виконанні Birdy та гурту Mumford & Sons. Саундтрек на CD-альбомі та у вигляді цифрового завантаження випущено Walt Disney Records 19 червня 2012 року.
«Відважна» стала першим фільмом «Disney», в якому були використані тексти пісень шотландською гельською мовою. Дует колискових між персонажами Мерідою і королевою Елінор під назвою «A Mhaighdean Bhan Uasal» (музика Патріка Дойла, слова Патріка Ніла Дойла) з'являється тричі в різних варіаціях в рамках партитури і унікальним чином включає гельський вокал Емми Томпсон та Пейджі Баркер. Дойл також написав для фільму «Song of Mor'du» (слова Патріка Дойла та Стіва Перселла), яку виконують Біллі Конноллі, Скотт Девіс, Патрік Дойл, Ґордон Невілл, Алекс Нортон та Кері Вілсон. У цій застільній пісні Дойл і Персел використовують багатий набір слів шотландської мови.
Оригінальна музика Дойла для фільму «Відважна» була використана в офіційних трейлерах до фільму і згодом посіла чільне місце у саундтреку фільму. Трейлери також включали шотландську гельську пісню під назвою «Tha Mo Ghaol Air Àird A' Chuain» у виконанні Джулі Фоуліс, взяту з її альбому «Mar a tha mo chridhe».
«Відважна» — перший фільм «Pixar», музику до якого писали не Ренді Ньюман, Томас Ньюман чи Майкл Джаккіно. Цей фільм, поряд з «Добрий динозавр», «Уперед», «Душа», «Лука», «Я — панда», «Думками навиворіт 2» та «Еліо», в даний час є єдиним фільмом «Pixar», музику до якого писали не три постійні композитори. Крім того, за участю Лондонського симфонічного оркестру це перший (і єдиний) фільм «Pixar», музику до якого писали не в Лос-Анджелесі.

## Список композицій
Автор музики і слів Патрік Дойл, за винятком «Touch the Sky» (музика Алекса Менделя, слова Менделя та Марка Ендрюса), «Into the Open Air» (музика та слова Менделя) та «Learn Me Right» (музика та слова гурту «Mumford & Sons»). 
| #     | Назва                                                                              | Тривалість |
| ----- | ---------------------------------------------------------------------------------- | ---------- |
| 1.    | «Touch the Sky» (вик. Джулі Фоуліс)                                                | 2:31       |
| 2.    | «Into the Open Air» (вик. Джулі Фоуліс)                                            | 2:41       |
| 3.    | «Learn Me Right» (вик. Birdy та гурт «Mumford & Sons»)                             | 3:46       |
| 4.    | «Fate and Destiny»                                                                 | 4:17       |
| 5.    | «The Games»                                                                        | 1:53       |
| 6.    | «I Am Merida»                                                                      | 2:23       |
| 7.    | «Remember to Smile»                                                                | 2:17       |
| 8.    | «Merida Rides Away»                                                                | 4:07       |
| 9.    | «The Witch's Cottage»                                                              | 4:26       |
| 10.   | «Song of Mor'du» (вик. Біллі Конноллі та акторський склад)                         | 2:17       |
| 11.   | «Through the Castle»                                                               | 4:34       |
| 12.   | «Legends Are Lessons»                                                              | 4:06       |
| 13.   | «Show Us the Way»                                                                  | 3:46       |
| 14.   | «Mum Goes Wild»                                                                    | 3:25       |
| 15.   | «In Her Heart»                                                                     | 2:36       |
| 16.   | «Noble Maiden Fair (A Mhaighdean Bhan Uasal)» (вик. Емма Томпсон та Пейджі Баркер) | 2:36       |
| 17.   | «Not Now!»                                                                         | 3:34       |
| 18.   | «Get the Key»                                                                      | 3:15       |
| 19.   | «We've Both Changed»                                                               | 5:30       |
| 20.   | «Merida's Home»                                                                    | 1:32       |
| 65:32 |                                                                                    |            |

## Чарти
«Відважна» дебютувала як найвище оцінений саундтрек «Pixar» в американському чарті «Billboard» з часів «Тачок» 2006 року. «Рататуй» так і не потрапив у чарт, «ВОЛЛ-І» дебютував на 127-му місці, а «Тачки 2» на 153-му. Саундтреки до мультфільмів «Вперед і вгору» та «Історія іграшок 3» випускалися лише у цифровому форматі, а не на традиційному CD релізі, до 2011 року.
| Чарт (2012)                  | Найвища позиція |
| ---------------------------- | --------------- |
| Spanish Albums Chart         | 33              |
| Canadian Albums Chart        | 70              |
| США Billboard Soundtracks    | 2               |
| США Billboard Top 200        | 33              |
| США Billboard Digital Albums | 13              |